# Charles Geefs
Pour les articles homonymes, voir Geefs.
Charles Geefs (né à Anvers le 1er janvier 1829 et mort le 5 avril 1911 à Schaerbeek) est un sculpteur et un peintre belge.

## Biographie

### Famille
Charles (Carolus Franciscus) Geefs, né à Anvers le 1er janvier 1829, est un membre de la famille Geefs, une fratrie de sept sculpteurs issus des deux mariages de Joannes Geefs (1779-1848), boulanger. Charles Geefs est le troisième fils du second mariage de son père avec Dymphna Vermeulen (1788-1843).

### Formation et carrière
Charles Geefs se forme initialement à la sculpture à Bruxelles, auprès de son frère aîné Guillaume et réside chez ce dernier à Schaerbeek. De 1845 à 1852, en compagnie de son frère jumeau Alexandre, il est élève à l'Académie royale des beaux-arts de Bruxelles, où il a comme professeurs le peintre néo-classique François-Joseph Navez qui lui enseigne le dessin et la peinture d'après nature, et le sculpteur Louis Jehotte. Ensuite, Charles Geefs fréquente en 1852 l'Académie royale des beaux-arts d'Anvers, où l'année suivante, le 1er mai 1853, il obtient le prix d'excellence en peinture et dessin, de même que le prix d'excellence en composition d'histoire expression. En 1858, Charles Geefs se rend auprès de son frère Jean à Londres, où il expose un Cupidon endormi. 
Charles Geefs demeure plus tard à Paris, mais, en 1866, après la mort de son frère Alexandre, il revient à Bruxelles. Il enseigne à l'Académie Royale de Bruxelles. Parmi ses élèves figure Thomas Vinçotte.

### Vie privée et mort
Le 8 juillet 1871, à Saint-Josse-ten-Noode, où il réside, Charles Geefs épouse la veuve de son défunt frère, Marie Josèphe Barbieaux, adopte ses enfants Clara et Adrien Charles, futur artiste peintre, et s'établit avec sa nouvelle famille à Schaerbeek. Dernier survivant des sept frères, retiré du monde depuis plusieurs années, Charles Geefs, meurt, à l'âge de 82 ans, le 5 avril 1911 à Schaerbeek.

## Œuvres
Le travail de Charles Geefs comprend à la fois des statues individuelles et des groupes de personnages, utilisant marbre, la terre cuite et le plâtre comme matériaux. Outre des personnalités connues, les membres de sa famille servent de modèles au sculpteur à plusieurs reprises. Il peint également quelques portraits et un autoportrait.

### Statue de Sylvain Van de Weyer

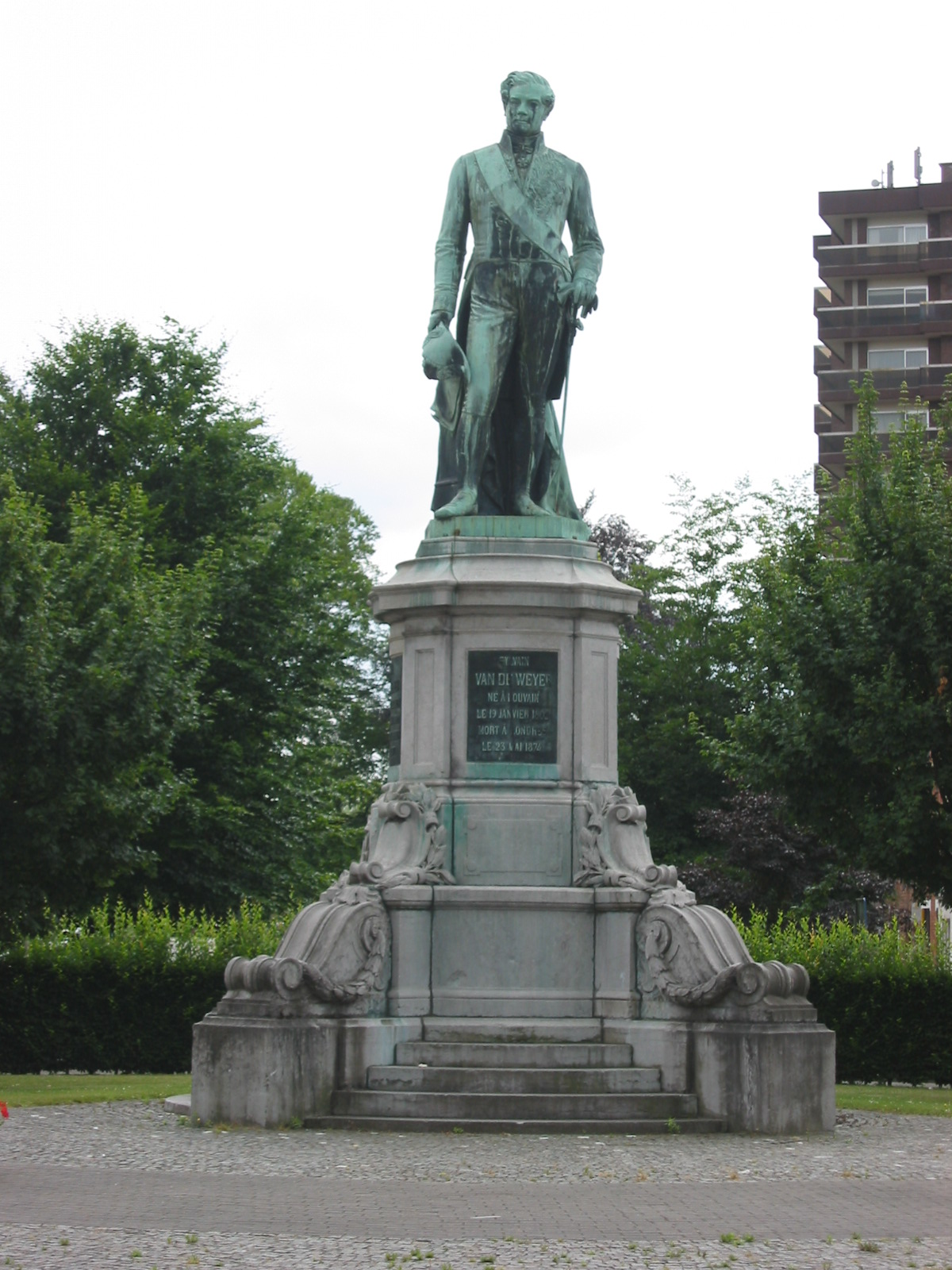
Statue de Sylvain Van de Weyer à Louvain.

Sylvain Van de Weyer (1802-1874), est un homme d'État belge, le premier ministre belge des Affaires étrangères en 1831, et ensuite Premier ministre de Belgique du 30 juillet 1845 au 31 mars 1846 meurt en 1874.
Peu de temps après sa mort, la ville de Louvain décide d'organiser un concours afin de réaliser une statue de Van de Weyer. Il est important pour le jeune État belge de renforcer le sentiment national. Charles Geefs étant le lauréat, c'est sa statue qui est inaugurée le 1er octobre 1876, en présence du roi des Belges Léopold II et de la reine Marie-Henriette. Le souverain félicite personnellement le sculpteur.

### Autres œuvres
Charles Geefs expose dans diverses expositions nationales et internationales. Par exemple, en 1858 à l'Exposition d'été de l'Académie royale des arts, il propose un Amour endormi. En 1874, son buste Le commandeur de Nieuport est installé au Palais des Académies.  
En 1872 à Bruxelles, à l'Exposition des Beaux-arts, il présente la statue en marbre d'un groupe de Jeunes esclaves. Charles Geefs est également un habitué des expositions triennales du Salon de Bruxelles, en 1881, il y envoie deux bustes en plâtre (Mme Ch. Kryps-Dumon et M. Michel Gloesener), et en 1884 un groupe intitulé Le Baiser. 
Il réalise également des ornements à la Maison du Roi de Bruxelles. Charles Geefs participe à la restauration des décors de l'Hôtel de ville de Bruxelles, en y ajoutant les statues de Charles de Brecht et Adrien Taye, deux bourgmestres de la ville du XVIe siècle. Il travaille à l'église Notre-Dame de la Chapelle à Bruxelles, ainsi qu'au square du Petit-Sablon en y ciselant, en 1882 et 1883 deux statues représentant les petits métiers (Les teinturiers et Les marchands de poisson salé),.

## Honneur
- Chevalier de l'ordre de Léopold (1876)[4].